# Henrique Hargreaves
Henrique Eduardo Ferreira Hargreaves GOMM (Juiz de Fora, 1936) é um administrador, advogado e economista brasileiro. Foi ministro-chefe da Casa Civil durante o governo Itamar Franco.

## Biografia
Descendente patrilinear remoto de ingleses e espanhóis, foi ministro chefe da Casa Civil no governo Itamar Franco, de 5 de outubro de 1992 a 1 de novembro de 1993 e de 8 de fevereiro de 1994 a 1 de janeiro de 1995.
Em agosto de 1993, Hargreaves foi condecorado pelo presidente Itamar Franco com a Ordem do Mérito Militar no grau de Grande-Oficial especial.